# Guska crvenovoljka
Guska crvenovoljka (лат. Branta ruficollis) naupečatljivija je vrsta iz roda Branta koje naseljavaju prostor Evroazije. Nekada je bila odvojena u okviru zasebnog roda Rufibrenta, ali je po morfološkim karakteristikama najbliža grivastoj guski (лат. Branta bernicla) iako, posmatrajući njihovu obojenost, ne liče puno. Trenutno je klasifikovana kao ranjiva po IUCN-u. Značenje imena roda Branta potiče od latinizovanog "Brandgás", što znači "izgorela" (crna) guska i ruficollis je od latinske reči rufus "crveno" i collis, što znači "grlo".

## Opis vrste
Sve vrste roda Branta su prepoznatljive po njihovoj čađavoj obojenosti, sa belim ili svetlijim detaljima i tako morfološki odvojene od vrsta iz roda . Među vrstama ova dva roda gusaka, guska crnenovoljka je najmanja od svih sa dužinom tela . Ova jarko obojena ptica je vrlo lako prepoznatljiva, ali takođe se vrlo teško može uočiti u jatu grivastih gusaka. Na većim daljinama, crvena boja guske crvenovoljke se može učiniti tamnijom ili crnom.

## Distribucija
Guska crvenovoljka se gnezdi na Arktiku u Sibiru, predominantno Tajmir poluostrvu, sa manjim populacijama na Gidanskom poluostvrvu i Jamalskom poluostrvu. Veći deo populacije zimu provodi na severozapadnim obalama Crnog mora u Bugarskoj, Rumuniji i Ukrajini (povremeno se pomerajući ka jugozapadu do Grčke), ali neke zimuju u Azerbejdžanu. Vrlo je retka u Srbiji i drugim zapadnim regionima Evrope, gde se najčešće viđa u jatima grivaste guske. Međutim, pošto je jako česta u privatnim kolekcijama divljih plovuša, one koje pobegnu se sreću često van svog areala rasprostranjenja.
Najveći deo populacije zimu provodi u zalivu Kaspijskog mora, ali od 1960-ih ovo mesto je postalo neodgovarajuće za guske usled velikih agrikulturnih promena. Vinogradi i polja pamuka su zamenili polja pod žitaricama koja je koristila ova vrsta u toku zimovanja i na kojima se hranila. Međutim, katastrofalni pad populacije je izbegnut jer su guske uspele da promene svoju migratornu strategiju, pa sada prezimljavaju u sličnim staništima u Bugarskoj i u istočnoj rumunskoj provinciji Dobrudža.
U kasnom Pleistocenu se areal rasprostranjenja vrste proširio južno ka Bugarskoj.

## Ponašanje
Guska crvenovoljka svoja gnezda najčešće pravi pored gnezda ptica grabljivica, kao što su snežne sove, sivi soko i gaćasti mišar, koje im omogućavaju zaštitu mladunaca od sisarskih predatora kao što su polarne lisice. Što bliže gnezdu ptica grabljivica guska napravi gnezdo, toliko je sigurniji od sisarskih predatora njen poleg. Pošto je veličina ove guske dosta mala i jako je pojažljiva, oslanja se na zaštitu ptica grabljivica. Vrlo se retko dešava da ptice grabljivice napadnu ove guske, ali je ovaj scenario itekako moguć. Takođe, sigurnost gusaka leži u veličini kolonije. Što je veća, ptice su sigurnije. Ove dve činjenice povećavaju mogućnost opstanka i veću stopu preživljavanja mladih gusaka. Pored pomenutih strategija zaštite od predatora, guska crvenovoljka najčešće kao mesta za gnezđenje bira rečne ade na kojima je sigurna od terestrijalnih grabljivica. Tipična kolonija gusaka crvenovoljki broji 4 para u zavisnosti od lokacije gnezda, dostupnosti i količine hrane i gustine ptica grabljivica kao njihovih zaštitinika. Tokom inkubacije guska ostaje u blizini gnezda, udaljava se do . Mužjak guske crvenovoljke čuva gnezdo od predatora sa daljine dok se za to vreme ženka krije u gnezdu i čuva jaja ili mlade. Najveći predatori jaja i mladih guščića guske crvenovoljke su tajmirska podvrsta mrkog galeba koji može doleteti do rečnih ada.
Tokom perioda zimovanja, guska crvenovoljka se hrani na pašnjacima raznih vrsta trava, lišćem i semenima. Pošto se svake godine dešavaju fluktuacije brojnosti sova i gaćastog mišara zbog cikličnosti opadanja i rasta populacija leminga kojima se ove ptice hrane, osnovu zaštite gnezda gusaka čine rečna ostrva i sivi soko.

## Zaštita
U jesen 1997. godine ukupna veličina populacije je ocenjena na oko 88.000 jedinki. Tokom zime se ovi brojevi mogu smanjiti do vrednosti oko 70.000 jedinki. Crvenovoljka guska je vrsta koja je obuhvaćena "Sporazumom o zaštiti afričko-evroazijskih migratornih ptica močvarica (AEWA)". Zaštićena je u mnogim državama u kojima se sreće, ali lov na nju nije prestao. AEWA prati vrstu i daje poslednje informacije o statusu vrste, njenom staništu, migraciji, ekologiji i konzervacionim potrebama. Preko 80% celokupne populacije ove guske boravi na pet lokacija tokom zime od kojih su sve ugrožene zbog mogućih velikih agrikulturnih ulaganja u razvoj poljoprivrede. Zbog ovoga je primećen populacioni pad brojnosti u poslednjih nekoliko decenija. Međutim, postoji mogućnost da je ovaj pad brojnosti preuveličan i da možda postoje još uvek nepoznate teritorije zimovališta ove guske. Zimovališna ekologija ove vrste je već uveliko promenjena od 1960-ih, gde je većina populacije boravila na obalama Kaspijskog mora u Iranu i Iraku. Neke ptice možda zimuju i dublje ka zapadu Evrope što pokazuje činjenica da je 2014. u Mađarskoj zabeleženo jato od 2.000 ptica. Prethodni rekordi za ovu državu navode par stotina ptica na zimovanju.
U 2011, ornitolozi iz Bugarskog društva za zaštitu ptica (BDZP) u saradnji sa Vajldfaul en vetlands trastom započeli su projekat koji će pomoći u boljem razumevanju šablona kretanja i migracije guske crvenovoljke. Šest jedinki ove guske je obeleženo kako kolor markerima tako i GPS odašiljačima. Jedinke će biti praćene pomoću satelita. Naučnici i konzervacionisti se nadaju da će saznanja o migraciji ove vrste postrožiti zakone o zaštiti ove vrste na svim nivoima zaštite i time dati šansu za opstanak na njihovim teritorijama.
U februaru 2013, bugarski Državni sud je uklonio presudu o zabrani izgradnje vetrogeneratora na mestima na kojima ova vrsta zimuje. Izgradnja turbina ne dovodi do ugrožavanja samih jedinki tako što ometa njihov let, već dovodi do nestanka samih staništa na kojima se ova vrsta hrani.

## Spoljašnje veze
- Branta ruficollis на BirdLife.org (језик: енглески)
- „Branta ruficollis”. Avibase.
- „Guska crvenovoljka”. Internet Bird Collection.
- Guska crvenovoljka фото галерија на VIREO (Drexel University)
- Интерактивна мапа на IUCN Red List maps
- Аудио запис на Xeno-canto.}}
- Sporazum o zaštiti afričko-euroazijskih migratornih ptica močvarica Архивирано на веб-сајту  (3. август 2017)
- Bugarsko društvo za zaštitu ptica Архивирано на веб-сајту  (3. август 2017)